# Olga Sokolova
Olga Sokolova, née le 26 décembre 1969 à Velikié Louki, est une coureuse cycliste russe. Elle est notamment championne du monde du contre-la-montre par équipes en 1993 et 1994.

## Palmarès
- 1990
  - 2e étape de Paris-Bourges
- 1993
  -  Championne du monde du contre-la-montre par équipes (avec Aleksandra Koliaseva, Svetlana Boubnenkova, Valentina Polkhanova)
  - 3e du Tour de Bretagne
- 1994
  -  Championne du monde du contre-la-montre par équipes (avec Aleksandra Koliaseva, Svetlana Boubnenkova, Valentina Polkhanova)
  - 2e étape de Gracia Orlova
  - 2e étape du Tour de l'Aude cycliste féminin (contre-la-montre par équipes)
  - 5e et 8e étapes du Tour du Finistère
  - 3e de Gracia Orlova
  - 3e du championnat de Russie sur route